# 只想住在吉祥寺嗎？
《只想住在吉祥寺嗎?》為マキヒロチ創作的日本漫畫作品。

## 劇情概要
講述吉祥寺號稱全東京最適合居住的地方，因此許多人都想搬到吉祥寺。故事中的主角是一對雙胞胎姊妹，同時也是一家在吉祥寺的房仲，每一集都有一位客人在生活中碰到各種各樣的不如意需要搬家，於是慕名來到吉祥寺找上他們。在了解客人的際遇和需要後，這對雙胞胎姊妹卻在吉祥寺以外找來整個東京市區最適合客人的房子。劇集除了展示東京多個小社區的魅力，更帶出大都會下形形色色小人物的寫實故事。

## 登場人物
重田富子（しげた とみこ）
雙胞胎妹妹。染著金髮，喜歡重金屬搖滾樂，是吉米·佩奇超級粉絲。
重田都子（しげた みやこ）
雙胞胎姊姊。染著褐色頭髮，戴著眼鏡，喜歡重金屬搖滾樂，也喜歡黑魔術。
勲男（いさお）
雙胞胎姊妹的堂弟、重田不動産的員工。
御厨三郎（みくりや さぶろう）
雙胞胎姊妹已逝父親的老朋友，在吉祥寺經營一家酒吧。
温井靜（ぬくい しずか）
重田姊妹的青梅竹馬，在三郎的酒吧裡打工。原為雜誌模特兒，曾離過一次婚。

## 連續劇
2016年10月15日起於東京電視台的週五深夜劇時段播出。由大島美幸、安藤夏主演。

### 登場人物

#### 主要人物
- 重田富子 - 大島美幸（日语：大島美幸）（森三中）
- 重田都子 - 安藤夏（日语：安藤なつ）（楓葉超合金）
- 勲男 - 淺香航大
- 又吉直樹 - 又吉直樹
  - 又吉是電視劇增設的角色。委託重田不動產尋找合適的租屋處、經常訪問重田不動產。
- 温井しずか - ちすん
- 御厨三郎 - 田口トモロヲ

#### 各集人物
第1集
- 藤井さとみ - 山田真歩

第2集
- 今村貴子 - 趣里

第3集
- 三木治 - 忍成修吾

第4集
- 友部麻衣子 - 西田尚美

第5集
- 橋本里名 - 中村映里子

第6集
- 北井朝彦 - 森永悠希

第7集
- マエル・コラン - ブライアリー・ロング

第8集
- 小野田陽子 - 黑川芽以（日语：黒川芽以）
- 通行人X - 栗原類

第9集
- 斉田絵里 - 柳英里紗（日语：柳英里紗）

第10集
- 岩倉亜季 - 淺見麗奈
- 楳図かずお - 楳圖一雄

最終回
- 新間恵那 - 佐藤玲

## 外部連結
| 東京電視台 週六00:52至01:23（週五24:52至25:23） | 東京電視台 週六00:52至01:23（週五24:52至25:23） | 東京電視台 週六00:52至01:23（週五24:52至25:23） |
| ----------------------------------------------- | ----------------------------------------------- | ----------------------------------------------- |
|                                                 | 只想住在吉祥寺嗎? （2016年10月15日－12月24日）  |                                                 |
| 戀聲情人夢 （2016年7月9日－10月1日）            | 山田孝之のカンヌ映画祭 （2017年1月7日－）       |                                                 |